# クルッカレ県
クルッカレ県(クルッカレけん、トルコ語: Kırıkkale ili)は、トルコ中央部中央アナトリア地方の県。県都はクルッカレ。北からチャンクル、チョルム、ヨズガト、クルシェヒル、アンカラの各県と接している。また、トルコ中央部、キジル川近郊に位置している。
アンカラから東に黒海地方まで伸びる高速道路の交差点として知られ、アンカラ-カイセリ間の鉄道も走っている。
この県近郊の村は主に鉄の鉱産しており鉄合金と機械を専門的に生産した。このため1950年代にはクルッカレはトルコ最速級の人口を延びを記録した。1960年代に入ると科学工場が加わった。クルッカレは産業の中心としてトルコ随一の速さで成長している。

## 下位自治体
- クルッカレ（Kırıkkale）
- バフシュル（Bahşılı）
- バルシェイフ（Balışeyh）
- チェレビ（Çelebi）
- デリジェ（Delice）
- カラケチリ（Karakeçili）
- ケスキン（Keskin）
- スラクユルト（Sulakyurt）
- ヤフシハン（Yahşihan）